# Кулумбетов, Нускабай
Нускаба́й Кулумбе́тов (каз. Нұсқабай Құлымбетов; 1901, село Маякум, Чимкентский уезд, Сырдарьинская область, Туркестанский край,  Российская империя — 1961, Шаульдерский район, Южно-Казахстанская область, Казахская ССР) — старший чабан колхоза «Овцевод» Шаульдерского района Южно-Казахстанской области, Казахская ССР. Герой Социалистического Труда (1949).

## Биография
Родился в 1901 году в крестьянской семье в одном из сельских населённых пунктов Чимкентского уезда. С раннего возраста трудился в сельском хозяйстве. С 1920-х годов трудился в товариществе по совместной обработке земли. С 1936 года — чабан, старший чабан колхоза «Овцевод» Шаульдерского района.
Ежегодно показывал высокие трудовые результаты в овцеводстве. В 1948 году получил 87 % смушек первого сорта и вырастил в среднем по 111 ягнят к отбивке на каждые сто каракульских овцематок от имевшихся на начало года 400 овцематок. Указом Президиума Верховного Совета СССР от 12 июля 1949 года удостоен звания Героя Социалистического Труда за «получение высокой продуктивности животноводства в 1948 году при выполнении колхозами обязательных поставок сельскохозяйственных продуктов и плана развития животноводства по всем видам скота» с вручением ордена Ленина и золотой медали «Серп и Молот» (№ 4198).
Этим же указом званием Героя Социалистического Труда были награждены председатель колхоза «Овцевод» Оспан Шораев (лишён звания в 1953 году), заведующие овцеводческими фермами Мнайдар Карамолдаев, Мусабай Кулумбетов (лишён звания в 1953 году), чабаны Тулеген Байтанов, Кайкибай Куатбеков, Кожамурат Нарымбетов и Кумусбек Сапаков.
В последующем был назначен заведующим конефермой в этом же колхозе, труженики которой ежегодно получали в среднем по 60 — 70 жеребят от каждой сотни конематок. В 1965 году на ферме вырастили 76 жеребят от сотни конематок.
Трудился в колхозе (позднее — колхоз «Путь коммунизма») до выхода на пенсию. Проживал в Шаульдерском районе. Умер в 1961 году.
Награды
- Герой Социалистического Труда
- Орден Ленина
- Медаль «За доблестный труд в Великой Отечественной войне 1941—1945 гг.» (06.06.1945)